# Temnodontosaurus
Temnodontosaurus var ett släkte ichthyosaurier som levde under början av jura. Fossil av Temnodontosaurus har påträffats i Storbritannien, Belgien, Luxemburg, Frankrike och Tyskland.
Temnodontosaurus kunde bli upp till nio meter lång. Den levde i grunda, varma vatten och livnärde sig på stora bläckfiskar och ammoniter.